# Casa della Luna
La Casa della Luna è un edificio sito in vicolo Lambro a Monza.

## Storia e descrizione

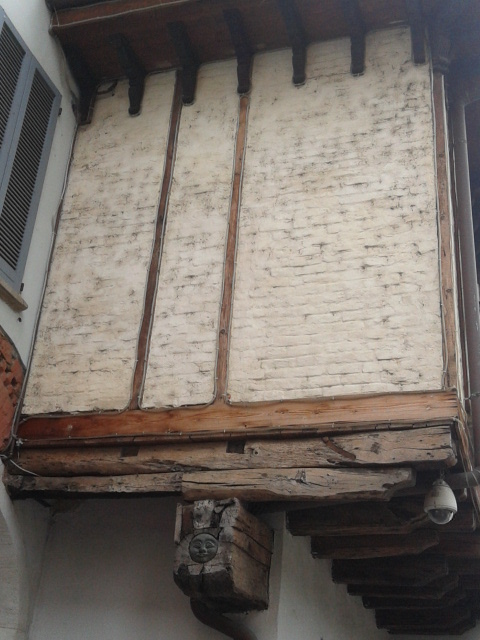
Casa della Luna, dettaglio

L'edificio si trova in vicolo lambro, la strada più antica della città. Il nome dell'edificio deriva dal fatto che in testa alla trave che sporge sul lato dell'edificio si trova un manufatto che rappresenta una luna. L'antico stemma monzese in epoca comunale infatti, era una luna rossa in campo bianco, tuttavia si ritiene che il bassorilievo sia dell'800. La facciata, costituita di travi di legno disposte sia oblique che in verticale e orizzontale, è tipica della casa a graticcio molto diffusa nell'Europa del nord ma anche in Italia, in particolare in epoca medioevale.
La casa è comunque considerato l'edificio civile più antico della città anche se le modifiche che si sono susseguite nel tempo hanno modificato l'aspetto originale come per la Casa-torre dei Gualtieri.